# Václav Šimek (sochař)
Václav Šimek byl český akademický sochař (nar. 2. ledna 1907 v Čejkově části obce Nový Rychnov a zemř. 25. října 1992).

## Další informace

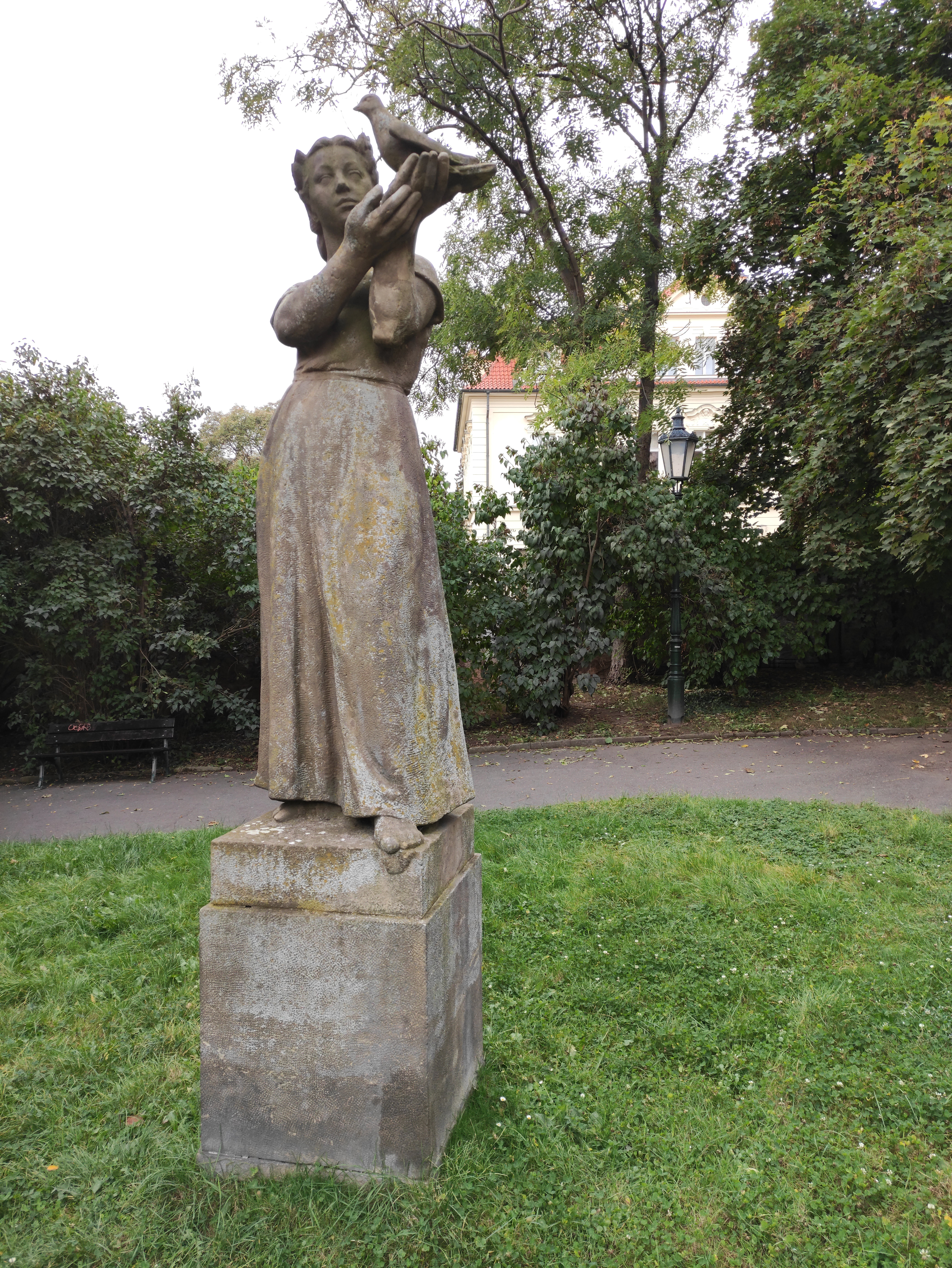
Dívka s holubicí

Je autorem skulptury Dívka s holubicí v parku Holubička na Malé Straně v Praze.
Byl členem Spolku výtvarných umělců Mánes.